# Eudlo-Creek-Nationalpark
Der Eudlo-Creek-Nationalpark (engl.: Eudlo Creek National Park) ist ein Nationalpark im Südosten des australischen Bundesstaates Queensland. Er liegt 85 Kilometer nördlich von Brisbane und 2 Kilometer südlich von Palmwoods.
In dem Gebiet entlang des Eudlo Creek wird der örtliche Eukalyptuswald geschützt.
In der Nachbarschaft liegen die Nationalparks Triunia, Kondalilla, Dularcha, Mooloolah River und Ferntree Creek.
Durch den Park führt von Norden nach Süden die Verbindungsstraße von Palmwoods nach Eudlo. Beide Orte sind auch durch die Eisenbahnlinie North Coast Line verbunden.